# John Alderdice

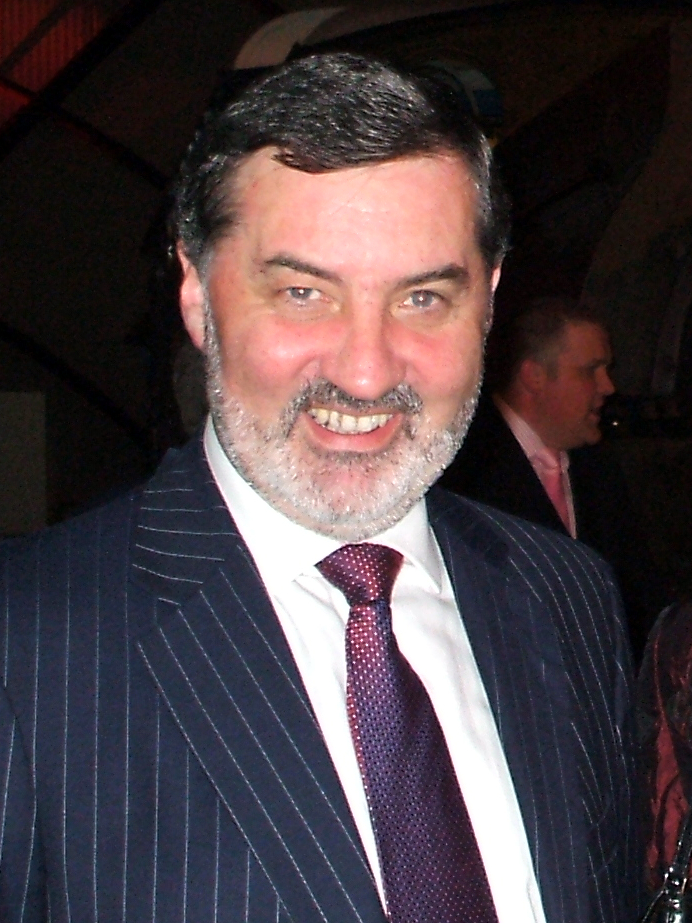
John Alderdice

John Thomas Alderdice, Baron Alderdice (* 28. März 1955 in Ballymena) ist ein nordirischer Politiker und Life Peer.

## Leben und Karriere
Alderdice wurde als Sohn des Rev. David Alderdice und Annie Margaret Helena Shields geboren. Er besuchte die Ballymena Academy und die Queen’s University of Belfast (QUB). 1977 heiratete er Joan Hill, mit der er zwei Söhne und eine Tochter hat. Seit 1988 arbeitete er als beratender Psychiater und lehrte auch an der medizinischen Fakultät der Queen’s University.
Die Alliance Party wurde 1970 gegründet, als Alternative zum Konfessionalismus. Alderdice wurde ihr Anführer vor der 1987er allgemeinen Wahl und trat für sie im Wahlkreis Belfast East an. Er erhielt 32,0 % der Stimmen, den höchsten Anteil, der von seiner Partei je bei einer Westminsterwahl erreicht wurde. Er verlor zwar gegen Peter Robinson, konnte aber die Alliance etablieren.
Am 8. Oktober 1996 wurde er mit dem Titel Baron Alderdice, of Knock in the City of Belfast, zum Life Peer erhoben. Im House of Lords sitzt er als Liberal Democrat.
Er wurde 1998 in die Northern Ireland Assembly für Belfast East gewählt, wurde deren erster Sprecher, und hatte dieses Amt bis 2004 inne. Allerdings war die „Assembly“ die meiste Zeit suspendiert. 2005 wurde er zum Präsidenten der Liberal International gewählt.